# دره برجومی
دره برجومی (به لاتین: Borjomi Gorge) یک ژرف‌دره در گرجستان است که در سامتسخه-جاواختی واقع شده‌است.